# Filosofía para niños
Filosofía para Niños (Philosophy for Children)  también conocido como P4C es un programa educativo-filosófico, fundado a finales de la década de 1960 en Estados Unidos, que se ha extendido y diversificado desde sus orígenes.

## Origen y primeros desarrollos

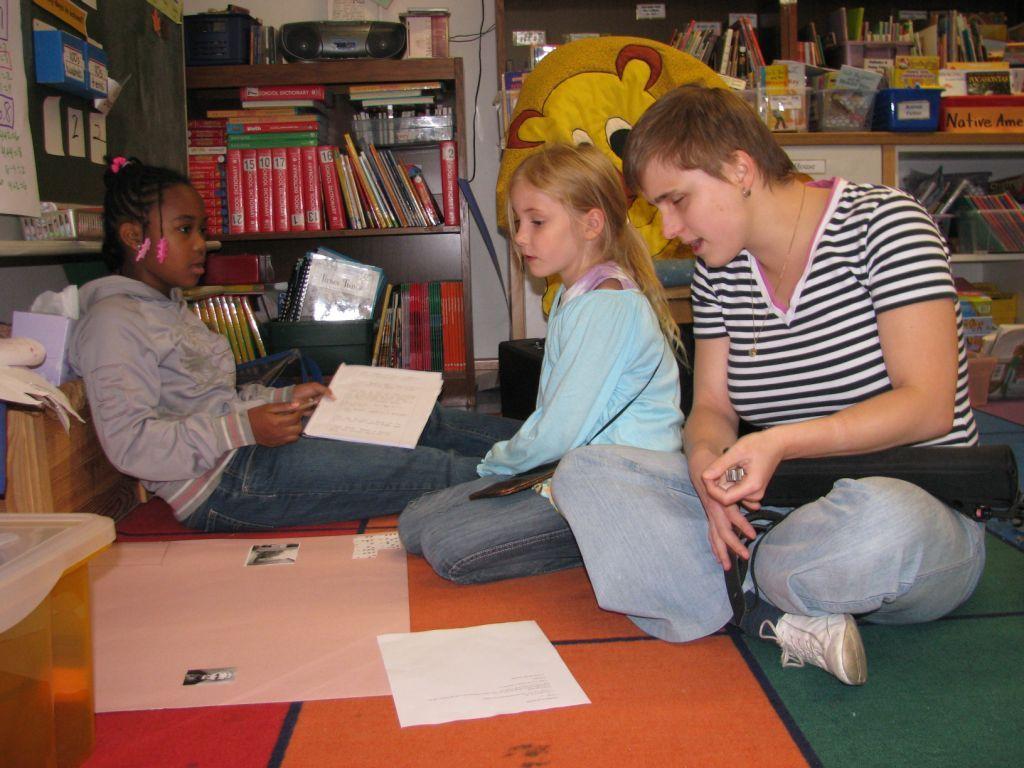
Docente dialogando con sus estudiantes

El creador de la «Filosofía para niños» fue Matthew Lipman. Vio en la filosofía y el filosofar el modelo educativo necesario para hacer una transformación de las prácticas educativas tradicionales, que reducen la formación a la dimensión cognitiva del pensar y la repetición memorista de conceptos. Para superar esos modos intelectualistas y autoritarios, propuso un programa de formación filosófica, que busca la constitución de "comunidades de indagación", en las que el diálogo filosófico es la herramienta privilegiada de indagación, comunicación y participación democrática.
Junto a Anne Margareth Sharp elaboró un currículo pedagógico-didáctico completo acompañando las diferentes edades y preocupaciones de los niños. Para ello propuso una serie de "manuales para el profesor", que acompañan a cada una de las novelas.
Los manuales son:
- Investigación filosófica:Lipman, Matthew (1988). Investigación filosófica. Madrid: Ed. de la Torre.
- En busca del sentido:Lipman, Matthew (1989). En busca del sentido. Madrid: Ed. de la Torre.
- Investigación ética:Lipman, Matthew (1988). Investigación ética. Madrid: Ed. de la Torre.
- Investigación social:Lipman, Matthew (1990). Investigación social. Madrid: Ed. de la Torre.
- Asombrándose ante el mundo:Lipman, Matthew (1993). Asombrándose ante el mundo. Madrid: Ed. de la Torre.
- Poner nuestros pensamientos en orden:Lipman, Matthew (2000). Poner nuestros pensamientos en orden. Madrid: Ed. de la Torre.
- Escribir, cómo y por qué":Lipman, Matthew (2000). Escribir, cómo y por qué. Buenos Aires: Manantial.
- Decidiendo qué hacemos:Lipman, Matthew (2004). Decidiendo qué hacemos. Madrid: Ed. de la Torre.

Las novelas son:
- Hospital de muñecas:Sharp, Anne Margaret (2000). Hospital de muñecas. Madrid: Ed. de la Torre.
- Elfie:Lipman, Matthew (2000). Elfie. Madrid: Ed. de la Torre.
- Kio y Guss:Lipman, Matthew (1992). Kio y Guss. Madrid: Ed. de la Torre.
- Pixie:Lipman, Matthew (1989). Pixie. Madrid: Ed. de la Torre.
- Nous:Lipman, Matthew (2004). Nous. Madrid: Ed. de la Torre.
- El descubrimiento de Harry:Lipman, Matthew (1988). El descubrimiento de Harry. Madrid: Ed. de la Torre.
- Lisa:Lipman, Matthew (1988). Lisa. Madrid: Ed. de la Torre.
- Suki:Lipman, Matthew (2000). Suki. Buenos Aires: Manantial.
- Mark:Lipman, Matthew (1989). Mark. Madrid: Ed. de la Torre.

## Recursos

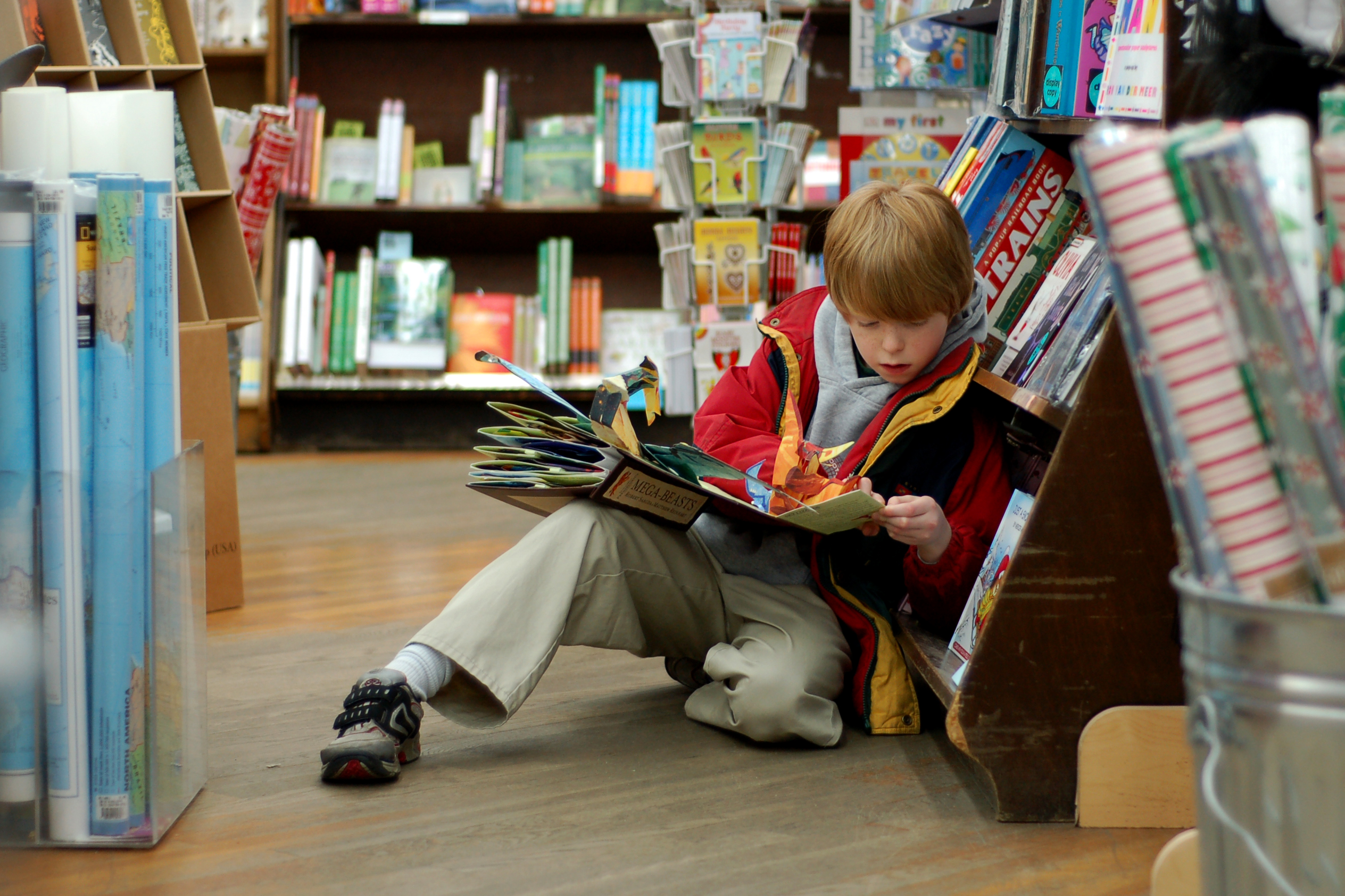
Niño leyendo una novela

Las novelas son relatos escritos en forma de diálogo socrático, cuyos personajes son niños que se preguntan, cuestionan e indagan sobre sus inquietudes y experiencias cotidianas, pero que al mismo tiempo, dan vida y recrean los grandes problemas humanos planteados a lo largo de la historia de la filosofía.
Los manuales acompañan el trabajo del profesor o maestro en la búsqueda de la transformación de las clases en «comunidades de indagación», que tiene raíces en el trabajo del filósofo John Dewey, en las que el diálogo filosófico ocupa el lugar central.
Existen varias revistas académicas, sitios en la red, revistas, artículos y cursos en la Universidad de Washington dedicados a la «Filosofía con niños» ofrecidos por el Northwest Center for Philosophy for Children tales como:
- Questions: Philosophy for Young People (revista)
- Philosophyslam.org[3]

## Metodología
El aula constituida como una «comunidad de indagación» recupera por un lado el ambiente igualitario, propio de cualquier «comunidad», en el que la escucha, la empatía y la valoración son ejercitados constantemente.
Por otro lado, se recupera la sensibilidad y el interés epistemológico, propios de cualquier investigación, en el que la conceptualización y la argumentación, son prácticas corrientes.
La comunidad de diálogo en general se hace en un círculo o medio círculo; esto busca que todos los integrantes puedan verse de frente y además esta disposición no muestra jerarquías. 
La comunidad de diálogo es un espacio seguro, se ejerce la escucha atenta y se respeta a las personas. Se pueden estudiar, analizar o criticar las ideas, sin embargo la dignidad de la persona es intocable.

### Preguntas e imágenes que favorecen la conversación
Como base para filosofar con niños es esencial realizar las preguntas adecuadas: ¿qué es la amistad?, ¿los animales tienen sentimientos?, ¿qué es la felicidad? El investigador alemán Michael Siegmund recomienda hacer una pregunta filosófica a los niños a la vez que se les muestra una imagen inspiradora. La imagen y la pregunta juntas constituyen la introducción al filosofar. Se pueden utilizar paisajes naturales, imágenes de animales y personas, ciertas situaciones sociales o imágenes de fantasía, entre otras cosas. Este enfoque doble puede aplicarse ya en la guardería a partir de los 4 años, además de en la escuela o en casa con la familia.

### Cuentos que favorecen la conversación
Además de las imágenes, también puede resultar útil utilizar cuentos para filosofar con los niños. El cuento ofrece la oportunidad de iniciar una conversación filosófica con ellos. Los adultos pueden realizar preguntas filosóficas a los niños mientras están leyéndoles el cuento. El cuento combinado con preguntas profundas puede inspirar a los niños y estimular su creatividad e imaginación. Los propios adultos pueden complementar los cuentos "clásicos" y los cuentos de hadas con preguntas filosóficas o recurrir a libros infantiles especiales para filosofar con los niños. Michael Siegmund recomienda cuentos en los que los protagonistas son animales y hacerles preguntas adecuadas a su edad. Los posibles temas podrían ser la pobreza y la riqueza, la amistad y la familia, la felicidad, la libertad, la contaminación ambiental, la justicia y muchos otros.

## Rol del docente
En una «comunidad de indagación» el docente acompaña al grupo, poniendo a su disposición herramientas para estimular la indagación y la reflexión. Su función es la de un auxiliar que permite que los niños filosofen, generando el saber. El docente indaga e investiga junto a los niños, estimulando preguntas, repreguntas e hipótesis. 

## Desarrollos actuales
Se han elaborado otros currículos de «Filosofía con niños», como por ejemplo: el Proyecto Noria - Iref 3/18, que agrega recursos de carácter multicultural, con cuentos, leyendas, mitos, juegos y arte, acompañados con guías para el profesor, o el desarrollo del Proyecto Miroscopio.
Un ejemplo de desarrollo contemporáneo de la Filosofía para Niños se encuentra en las series animadas que buscan integrar estos principios en narrativas accesibles. Un caso notable es Cuestión deMente, creada por el filósofo y director Juan Camarena. La serie funciona como un "caballo de Troya" pedagógico, utilizando la comedia y la aventura para introducir conceptos de lógica, neurociencia y pensamiento crítico a una audiencia infantil. A través de las peripecias de sus personajes en la alegórica Ciudad Corteza, el programa apuesta por el entretenimiento como un vehículo para estimular la curiosidad y la duda metódica, transmitiendo herramientas filosóficas sin recurrir a la instrucción directa.